# Rollamienta
Rollamienta es un municipio y localidad española de la provincia de Soria, en la comunidad autónoma de Castilla y León. El término municipal, ubicado en la comarca de El Valle y La Vega Cintora y en el partido judicial de Soria, tiene una población de 44 habitantes (INE 2024).

## Geografía
La altitud es de 1161 m sobre el nivel del mar. Se localiza en el valle del río Razón al norte de la sierra Carcaña y al sur de la Malpica con el fondo oeste de la sierra de Cebollera.
En su término municipal también encontramos: la Peña Grande, los Costerones, la Cuerda de las Mostajas, la Cuerda de los Lobos, la Fuente el Árbol, la Ensecada de los Corrales Nuevos, la Dehesa, el Brezal, los Bonales, el Chozo Roncalvo, el Plantío y el Prado Collado. Desde el punto de vista jerárquico de la Iglesia católica forma parte de la diócesis de Osma la cual, a su vez, pertenece a la archidiócesis de Burgos.
Su término municipal está atravesado por el río Razón, rico en truchas, cangrejos, nutrias, etc. Es abundante en caza mayor: ciervo, jabalí y corzo. Predominan el roble y el fresno en sus verdes prados.

### Medio ambiente
En su término e incluidos en la Red Natura 2000 los siguientes lugares:
- Lugar de Interés Comunitario conocido como Riberas del Río Duero y afluentes, ocupando 15 hectáreas, el 1 % de su término.[2]
- Lugar de Interés Comunitario conocido como Sierras de Urbión y Cebollera  ocupando 1428 hectáreas, el 77% de su término.[3]
- Zona Especial Protección de Aves conocida como sierra de Urbión ocupando 1428 hectáreas, el 77% de su término.[4]

## Historia
El censo de Pecheros de 1528, en el que no se contaban eclesiásticos, hidalgos y nobles, registraba la existencia de 46 pecheros, es decir unidades familiares que pagaban impuestos.
A la caída del Antiguo Régimen la localidad se constituye en municipio constitucional en la región de Castilla la Vieja, partido de Soria  que en el censo de 1842 contaba con 46 hogares y 184 vecinos. A mediados del siglo XIX, el lugar tenía contabilizadas unas 50 casas. Aparece descrito en el decimotercer volumen del Diccionario geográfico-estadístico-histórico de España y sus posesiones de Ultramar de Pascual Madoz de la siguiente manera:

ROLLAMIENTA: l. con ayunt. en la prov. y part. jud. de Soria (3 leg.), aud. terr. y c. g. de Burgos (29), dióc. de Osma (12). sit. entre el r. Tera y el arroyo llamado de Razon, libre á la influencia de los vientos, con clima frio, pero sano: tiene 50 casas, la consistorial, escuela de instruccion primaria dotada con 715 rs., y las retribuciones de los discípulos; una igl parr. de entrada (San Sebastian), servida por un cura, cuya plaza es de provision real ú ordinaria, según los meses en que ocurra la vacante: confina el térm. con los de Castilfrio, Valdeavellano, Tera y la Aldehuela; dentro de él se encuentran varios manantiales y 2 ermitas. El terreno, bañado por los espresados r. y arroyos, participa de quebrado y llano y es de mediana calidad caminos: los locales, en mediano estado. correo: se recibe y despacha en la cap. de prov. prod.: cereales, algunas legumbres y pastos con los que se mantiene ganado lanar y las juntas necesarias para la labranza. ind.: la agrícola. pobl.: 46 vec., 181 alm. cap. imp.: 21.887 rs., 28 mrs.
(Madoz, 1849, p. 545)

## Demografía
Cuenta con una población de 44 habitantes (INE 2024).
| Gráfica de evolución demográfica de Rollamienta entre 1842 y 2021                                                     |
| |
| Población de derecho según los censos de población del INE. Población de hecho según los censos de población del INE. |

## Arquitectura tradicional
Pueblo típico de construcciones de piedra del entorno natural de aproximadamente 60 viviendas. La actividad principal es la agricultura y la ganadería. Rodeado de prados en minifundio separados por unos típicos muros de piedra. El pueblo se distribuye en dos barrios, la parte baja está atravesada por la carretera, que comunica con el resto de El Valle y La Vega Cintora y la comarca de Pinares.
Cuenta como la mayoría de los pueblos de Castilla con una iglesia en el corazón del pueblo. A la salida hacia el poniente se encuentra la ermita del Humilladero, recientemente restaurada. Entre el barrio alto y el bajo se encuentra una típica fuente de construcción de piedra, cerca del antiguo lavadero hoy en día abandonado.

## Fiestas
La patrona es la Virgen del Rosario y su día se celebra el 8 de septiembre con misa y procesión a la ermita. El patrón es San Sebastián y se celebra el 20 de enero.